# Philippe de la Vache
Philippe de la Vache, né en 1348, décédé en 1408, chevalier anglais issu de famille gasconne était un propriétaire terrien du Buckinghamshire.

## Biographie
Il acquit des biens à Chalfon St-Gilles et à Aston Clinton; se maria à Chuldleigh avec Elizabeth Clifford fille de Sir Lewis Clifford, un autre chevalier de l'Ordre de la Jarretière. Ils eurent une fille, Blanche, qui épousa Richard Grey, 6e baron Grey de Wilton.
Il combattit en France pendant la Guerre de Cent Ans, nommé en 1378 chevalier de la Chambre, puis gardien du parc royal de Chiltern Langley et chevalier du comté lors du Parlement de 1388 pendant l'affaire des Lords Appellant.
Nommé capitaine du château de Calais le 15 mai 1388 et, en 1390 il a négocié une trêve avec le roi Charles VI de France, le comte de Flandre et les villes de Gand, Bruges et Ypres. Il servit à Calais jusqu'à 1393, date où il fut transféré à Guînes.
Pendant le Parlement de 1397, qui annule les jugements de celui de 1388, il promet des poursuites contre Thomas de Woodstock.

## Postérité
Il est supposé que Sir Philippe soit la personne citée par Geoffrey Chaucer dans son poème la vérité: 
« Aussi, toi Vache, lève cette vieille carcasse; », 
supposée être dans la période 1386-1389, après l'impitoyable parlement, Sir Philippe n'était plus en faveur et avait perdu ses charges. Mais, Chaucer connaissait bien son père Richard et le savait être un homme de bien, un gentil homme campagnard avec une réputation d'hospitalité, il pourrait être le modèle de Franklin dans le prologue des Contes de Canterbury.

## Honneurs
En 1399 il devint chevalier de l'Ordre de la Jarretière le dernier du règne de Richard II d'Angleterre.
Il était le fils de Richard de la Vache lui aussi un chevalier de la Jarretière.

## Sources
- (en) Cet article est partiellement ou en totalité issu de l’article de Wikipédia en anglais intitulé « Philip de la Vache » (voir la liste des auteurs).